# Xingye (socken i Kina)
Xingye (kinesiska: 兴业乡, 兴业) är en socken i Kina. Den ligger i provinsen Sichuan, i den sydvästra delen av landet, omkring 140 kilometer sydväst om provinshuvudstaden Chengdu. Antalet invånare är 6 560. Befolkningen består av 3 093 kvinnor och 3 467 män. Barn under 15 år utgör 18,0 %, vuxna 15-64 år 66 %, och äldre över 65 år 15,0 %.
Genomsnittlig årsnederbörd är 1 269 millimeter. Den regnigaste månaden är juli, med i genomsnitt 291 mm nederbörd, och den torraste är december, med 10 mm nederbörd.